# Sela (liturgie)

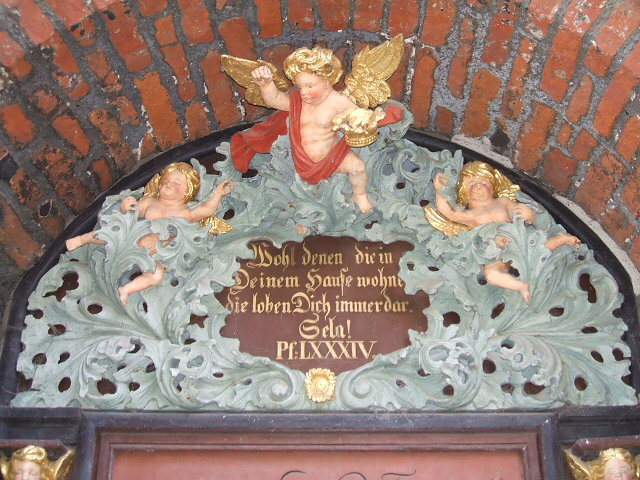
"Sela" op een Timpaan van de Nikolaikerk in Stralsund

Sela (Hebreeuws: סלה) is een vaak terugkerend woordje in de Bijbelse psalmen. Het wordt beschouwd als markering van een rustpunt voor de zang, bijvoorbeeld aan het einde van een strofe.
Het woord komt niet alleen in het boek Psalmen voor, maar ook in de psalm van Habakuk 3.
In veel van de psalmen waarbij in het opschrift de opmerking "Voor de koorleider" wordt gemaakt, komt het woord Sela voor. Er lijkt dus een verband te zijn tussen dit woord en de Joodse tempelzang, als aanwijzing voor de koorleider.
De oorsprong van het woordje is onduidelijk. Misschien is het afgeleid van het gelijkluidende maar in het Hebreeuws anders geschreven woord "Sel’a", wat steil oprijzende (echo) rotsen betekent. Dan zou het woord Sela in feite letterlijk echo of refrein betekenen. Het woord wordt in de psalmen vaak na belangrijke of veelzeggende verzen geplaatst, die hiermee dan nog eens herhaald worden.
De Griekse vertaling van het Oude Testament vertaalt sela met diapsalma, wat tussenspel betekent.